# Кукарки
Кукарки — село в Белинском районе Пензенской области России, входит в состав Пушанинского сельсовета.

## География
Село расположено на берегу реки Чембар в 8 км на юго-запад от центра поселения села Пушанино и в 11 км на юго-запад от райцентра города Белинский.

## История
Основано между 1762 и 1782 гг. государственными крестьянами с. Городок. В основе названия мордовские термины кукарьга («крючок, загиб»), ки («дорога»). Имелась в виду крутая дорожная петля, огибающая поворот р. Чембар. В 1782 г. показана в «градской даче» г. Чембара, на бывших землях ясачных крестьян. В 1877 г. – в составе Мачинской волости Чембарского уезда Пензенской губернии, 134 двора. Приход Покровской церкви с. Городок. В 1896 г. – 221 двор. В 1911 г. – крестьянское общество едино с крестьянами с. Городок, 310 дворов, церковь, земская школа, кузница, 6 лавок. 
C 1928 г. — центр Кукарского сельсовета в Чембарском районе Пензенского округа Средне-Волжской области. C 1939 г. — в составе Пензенской области. В 1955 г. – в составе Мачинского сельсовета, центральная усадьба колхоза имени Сталина. В 1980-е гг. – центральная усадьба колхоза «Прогресс».

## Население
| 1782 | 1864 | 1877 | 1897  | 1911  | 1926  | 1939  |
| ---- | ---- | ---- | ----- | ----- | ----- | ----- |
| 407  | ↗814 | ↗970 | ↗1404 | ↗2044 | ↘1844 | ↘1230 |
| 1959 | 1979 | 1989 | 1996  | 2002  | 2004  | 2010  |
| ↘739 | ↗759 | ↗803 | ↗807  | ↘669  | ↘664  | ↘567  |